# .ge

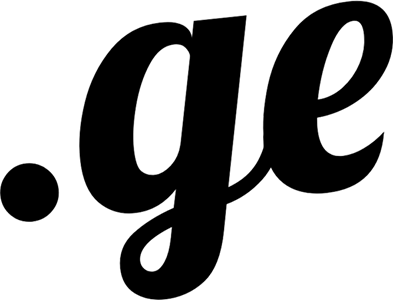

.ge는 조지아의 인터넷 국가 코드 최상위 도메인이다. Caucasus Online에서 관리한다.
- .com.ge – 상업 조직에만 해당
- .edu.ge – 교육 기관에만 해당
- .school.ge – 학교에만 해당
- .gov.ge – 정부 기관에만 해당
- .org.ge – 비정부 조직에만 해당
- .mil.ge – 국가군사조직에 한함(폐기도메인 구역, 국방부에 등록된 mil.ge 도메인)
- .net.ge – 네트워크 공급자 또는 네트워크 프로젝트 조직에만 해당
- .pvt.ge – 개인에게만 해당